# Brooke Berry
Pour les articles homonymes, voir Berry (homonymie).
Brooke Berry, née le 7 mars 1980 à Vancouver, est une mannequin et actrice canadienne. Elle a été playmate dans l'édition de mai 2000 de Playboy (photos par Arny Freytag et Stephen Wayda), alors qu'elle était étudiante à l'université de Berkeley.